# Angela championi
Angela championi es una especie de mantis de la familia Mantidae.

## Distribución geográfica
Se encuentra en Guatemala y Panamá.